# Kim Novak
Kim Novak punim imenom Marilyn Pauline Novak (Chicago, 13. veljače 1933.) – američka je glumica češkog porijekla.
U dobi od 21. godine, stigla je u Hollywood i dobila angažman unutar filmske kuće Columbia Pictures, koja je u njoj vidjela nasljednicu Marilyn Monroe. Postala je jedna od najpopularnijih filmskih zvijezda u 50.-im godinama 20. stoljeća. Jedna od njenih najpoznatijih uloga bila je u filmu Vrtoglavica, 1958. u režiji Alfreda Hitchcocka. Bila je jedna od tri Hitchcockove lijevoruke plavuše. Druge dvije bile su: Eva Marie Saint i Tippi Hedren. Glumila je s mnogim poznatim glumcima kao što su: James Stewart, Kirk Douglas, Jack Lemmon, Fred Astaire, Elizabeth Taylor, Dean Martin i dr.

## Popis njenih poznatijih filmova
- "Piknik", 1956.
- "Vrtoglavica", 1958.
- "Poljubi me, glupane" 1964.
- "Legenda o Lylah Klare" 1968.
- "Razbijeno ogledalo" 1980.
- "Djeca" 1998.